# Enrique Morán Blanco
Enrique Morán Blanco (La Pola, 15 d'octubre de 1953) és un exfutbolista espanyol de les dècades de 1970 i 1980. Va ser internacional amb la selecció espanyola.

## Trajectòria
Va debutar a primera divisió amb l'Sporting de Gijón la temporada 1973-74, procedent del Club Deportivo Ensidesa d'Avilés. No obstant, no es consolidà al primer equip fins a la temporada 1976-77. El 1979 fou traspassat al Real Betis Balompié, i dues temporades més tard al Futbol Club Barcelona.
Va ser suplent a la final de la Recopa de 1982, que el Barça va guanyar a l'Standard de Lieja per 2-1 al Camp Nou. Al Barça mai fou titular la primera temporada, i en finalitzar la segona fou traspassat al Club Atlético de Madrid. El seu palmarès compta amb una Recopa, dues Copes del Rei i una Copa de la Lliga.
Va jugar cinc partits amb la selecció espanyola.

## Palmarès
FC Barcelona
- Recopa d'Europa de futbol:
  - 1981-82
- Copa espanyola:
  - 1982-83
- Copa de la Lliga espanyola:
  - 1983

Atlètic de Madrid
- Copa espanyola:
  - 1984-85